# یواس‌اس نیجی (اس‌پی-۳۳)
یواس‌اس نیجی (اس‌پی-۳۳) (به انگلیسی: USS Niji (SP-33)) یک کشتی بود که طول آن ۵۰ فوت ۲ اینچ (۱۵٫۲۹ متر) بود. این کشتی در سال ۱۹۱۴ ساخته شد.